# Rhynchostegium contractum
Rhynchostegium contractum är en bladmossart som beskrevs av Jules Cardot 1912. Rhynchostegium contractum ingår i släktet näbbmossor, och familjen Brachytheciaceae. Inga underarter finns listade i Catalogue of Life.